# Chilenska förtjänstorden

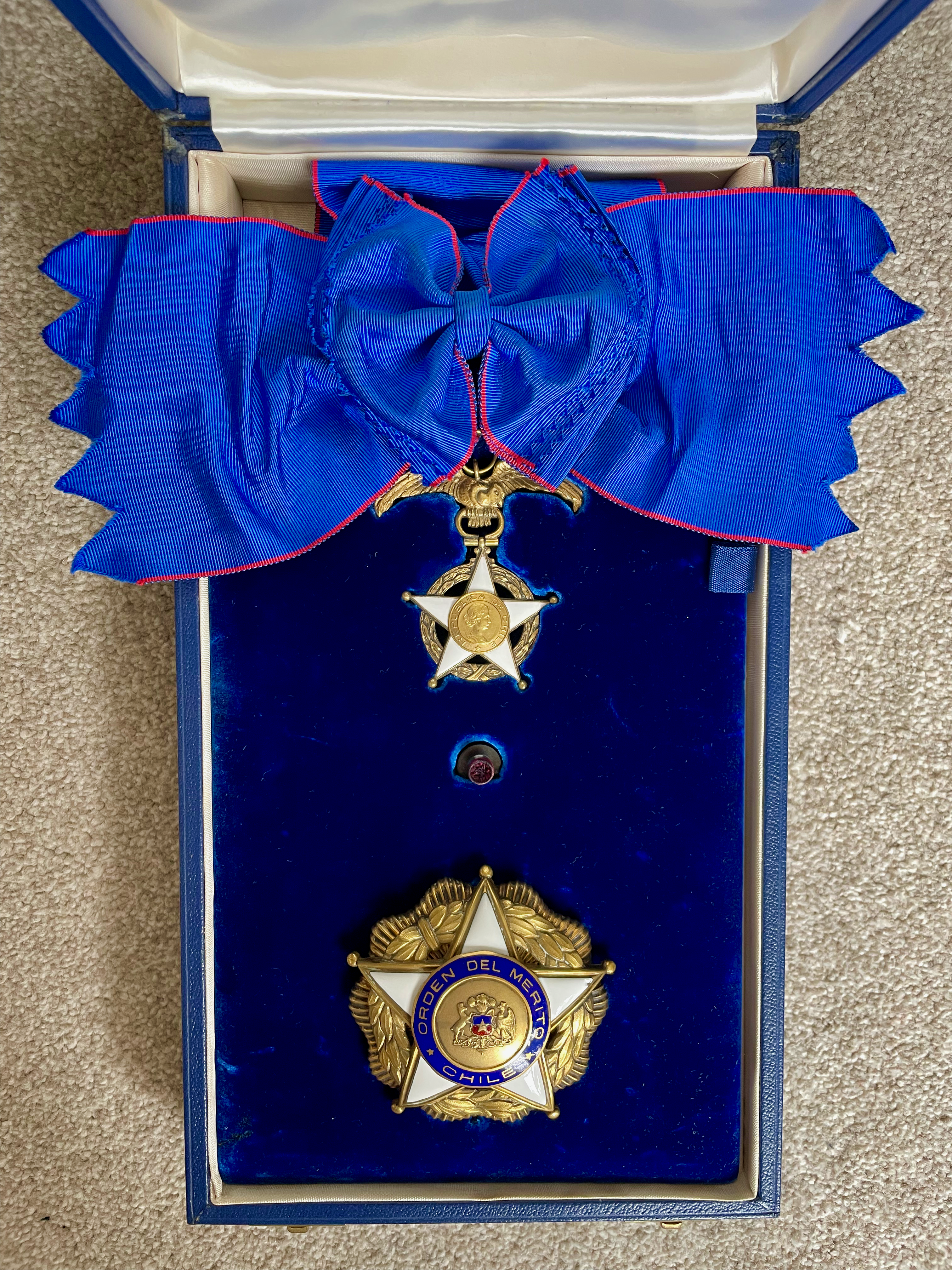
Ordens tecken

Chilenska förtjänstorden (spanska: Orden al Mérito de Chile) är en chilensk orden instiftad 4 september 1906 (som Chilenska förjänsttecknet; upphöjd till förtjänstorden 1929) som utdelas till utländska medborgare som erkänsla för meriter som gagnar den chilenska staten. Chiles president är ordens stormästare.
Sedan 1927 är orden indelad i sex klasser:
- kedja
- storkors
- storofficer
- kommendör
- officer
- riddare